# Pantoporia moorei
Pantoporia moorei är en fjärilsart som beskrevs av Macleay 1866. Pantoporia moorei ingår i släktet Pantoporia och familjen praktfjärilar. Inga underarter finns listade i Catalogue of Life.